# Pleurocerinella violacea
Pleurocerinella violacea är en tvåvingeart som beskrevs av Krober 1930. Pleurocerinella violacea ingår i släktet Pleurocerinella och familjen stekelflugor. Inga underarter finns listade i Catalogue of Life.